# Kisharsány
Kisharsány is een plaats (község) en gemeente in het Hongaarse comitaat Baranya. Kisharsány telt 568 inwoners (2001).